# Лобанов-Ростовский, Афанасий Васильевич
Князь Афанасий Васильевич Лобанов-Ростовский (ум. 1629) — русский государственный деятель, стольник, чашник, воевода и боярин в Смутное время и во времена правления Михаила Фёдоровича.
Из княжеского рода Лобановы-Ростовские. Единственный сын воеводы князя Василия Михайловича Лобанова-Ростовского по прозванию «Большой» (ум. 1606).

## Биография
В апреле 1610 года воевода в Суздале, в мае высылал служилых людей в Ростов. В 1611 году князь Афанасий Васильевич упоминается в звании стольника. В апреле 1613 года переписывал стольников, стряпчих и жильцов, не явившихся на службу в том же году подписал двадцать пятым соборную грамоту об избрании на русский царский престол Михаила Фёдоровича. 13 июля 1613 года, в день венчания на царство Михаила Фёдоровича, князь А. В. Лобанов-Ростовский занимал должность чашника, наливал ему пить за торжественным обедом.
В 1613-1614 годах в чине чашник принимал и выдавал материи и разные предметы, хранившиеся в Мастерской палате. В сентябре 1613 года у него был взят конь на царскую конюшню. За этого коня ему было дано из казны 40 десятирублевых куниц по семи рублей.
В 1614 году князь Афанасий Васильевич Лобанов-Ростовский получил много подарков от Государя начиная с 1/2 аршин бархата червчатого кармазина на шапку и кончая бархатным терликом на соболях, с нашивкой из пряденого золота, ценой 57 рублей 27 алтын. В том же году, прося о прибавке поместного и денежного оклада, он выставлял поводом для этой прибавки не только свою службу, но и отечество, чтобы он «перед своею братью позорен не был».
В 1613-1618 годах князь А. В. Лобанов-Ростовский был судьей в Стрелецком приказе, где в 1615 году он был пожалован в бояре. В 1616 году сидел за государевым поставцем во время государева стола в Грановитой палате при английском после. В 1617 году приглашён к государеву столу в селе Рубцово.
В 1618 году находился в Москве во время осады русской столицы польским королевичем Владиславом. По царскому указу боярин М. М. Годунов должен был строить острог за р. Яузой, а князь А. В. Лобанов-Ростовский должен был наблюдать за строительством, о чём М. М. Годунов местничал с князем Афанасием Васильевичем. За «Московское осадное сидение» получил вотчину в Ростовском уезде. В этом же году местничали В. А. Третьяков-Головин с князем Ю. П. Буйносовым-Ростовским, который доказывал, что князья Бахтеяровы, Гвоздевы и Приимковы исторически меньше Третьяковых-Головиных. Тогда за Буйносова вступились представители старейшей ветви — князь И. М. Катырев-Ростовский и князь Афанасий Васильевич Лобанов-Ростовский, заявившие, что: «у них по роду Буйносовы — большие». В этом же году князь Афанасий Васильевич упоминается в другом местническом деле, как держатель грамоты по службам и местническим случаям князей Ростовских и которая была утеряна при осаде Москвы в 1618 году.
В 1618—1620, 1622-1624 годах князь Афанасий Васильевич Лобанов-Ростовский сопровождал царя Михаила Фёдоровича в загородных поездках и неоднократно обедал за царским столом. В 1619 году осадный воевода в Московском кремле, по царскому распоряжению ездил третьим из Москвы в Вязьму, чтобы спросить о здоровье Филарета Никитича Романова, возвратившегося из польского плена. В столице князь Лобанов-Ростовский встречал Филарета на третьей встрече. В 1620 году служил в Панском приказе. В том же году обедал вместе с царем Михаилом Фёдоровичем у патриарха Филарета Никитича.
В 1621 году, будучи судьёй в Стрелецком приказе, был отправлен в Нижний Новгород для верстания дворян и детей боярских, сбора ратных людей. Его сопровождал дьяк Воин Трескин. Они должны были сообщить дворянам, детям боярским, иноземцам, князьям, мурзам и татарам, чтобы они на службе были «конным и людны и доспешны», как будет написано по сыску и по разбору в десятне. Кроме того, они должны были разузнать про вдов и про недорослей, сколько у них вотчин и поместий.
В 1625 году боярин и князь А. В. Лобанов-Ростовский был отправлен на воеводство в Свияжск, где и скончался в 1629 году.

## Семья
Князь Афанасий Васильевич Лобанов-Ростовский был женат на Марии Захарьевне, от брака с которой потомства мужского пола не имел.

## Критика
П. В. Долгоруков в «Российской родословной книге» указывает дату смерти боярина и князя Афанасия Васильевича Лобанова-Ростовского — 1638 год. Эту же дату указывает П. Н. Петров.